# 梁鵠
梁鵠（？—？），字孟皇，《襄陽記》作孟星，安定郡乌氏县（今宁夏回族自治区固原市泾源县人）。自幼愛好書法，師從師宜官，得其真傳。
梁鵠擅八分書而聞名，初舉孝廉，拜為郎官。光和元年（178年），入鸿都门学，出任凉州刺史。漢靈帝時，在鴻都門下，遷選部郎、选部尚书（吏部尚书）。漢末投奔荆州刘表。建安二十三年（208年），曹操破荆州，梁鵠被待为上宾。曹操甚愛其書法，常懸掛於帳中。有《孔羡碑》（《鲁孔子庙碑》）、《受禅表》傳世。